# Gieorgij Charaborkin
Gieorgij Filimonowicz Charaborkin (ros. Георгий Филимонович Хараборкин, ur. 10 listopada?/23 listopada 1905 we wsi Aleszenka obecnie w rejonie trubczewskim w obwodzie briańskim, zm. 6 lipca 1941 w rejonie bieszenkowickim w obwodzie witebskim) – radziecki wojskowy, kapitan, Bohater Związku Radzieckiego (1940).

## Życiorys
Urodził się w rodzinie chłopskiej. Miał wykształcenie niepełne średnie, pracował w kopalniach w Donbasie. Od 1927 służył w Armii Czerwonej, w 1929 został członkiem WKP(b), w 1933 ukończył szkołę wojsk pancernych w Orle. Brał udział w wojnie z Finlandią. Jako dowódca kompanii czołgów 91 batalionu czołgów 20 Brygady Pancernej 7 Armii w stopniu starszego porucznika wyróżnił się w walkach w rejonie Wyborga 11 lutego 1940, gdy k. Lähde dowodzona przez niego kompania zlikwidowała wiele stanowisk ogniowych Finów i blokowała bunkry, ubezpieczając natarcie piechoty. Dwa dni później podczas odpierania fińskiego kontrataku został ranny, jednak nie opuścił pola walki. Później otrzymał stopień kapitana. Po ataku Niemiec na ZSRR dowodził batalionem czołgów w 27 pułku czołgów 14 Dywizji Pancernej 7 Korpusu Zmechanizowanego Frontu Zachodniego, biorąc udział w walkach na południowy zachód od Witebska. Zginął w walce koło miasta Bieszenkowicze, w którym następnie został pochowany.

## Odznaczenia
- Złota Gwiazda Bohatera Związku Radzieckiego (11 kwietnia 1940)
- Order Lenina
- Order Czerwonego Sztandaru

I medale.